# Siedlung Schenkstraße

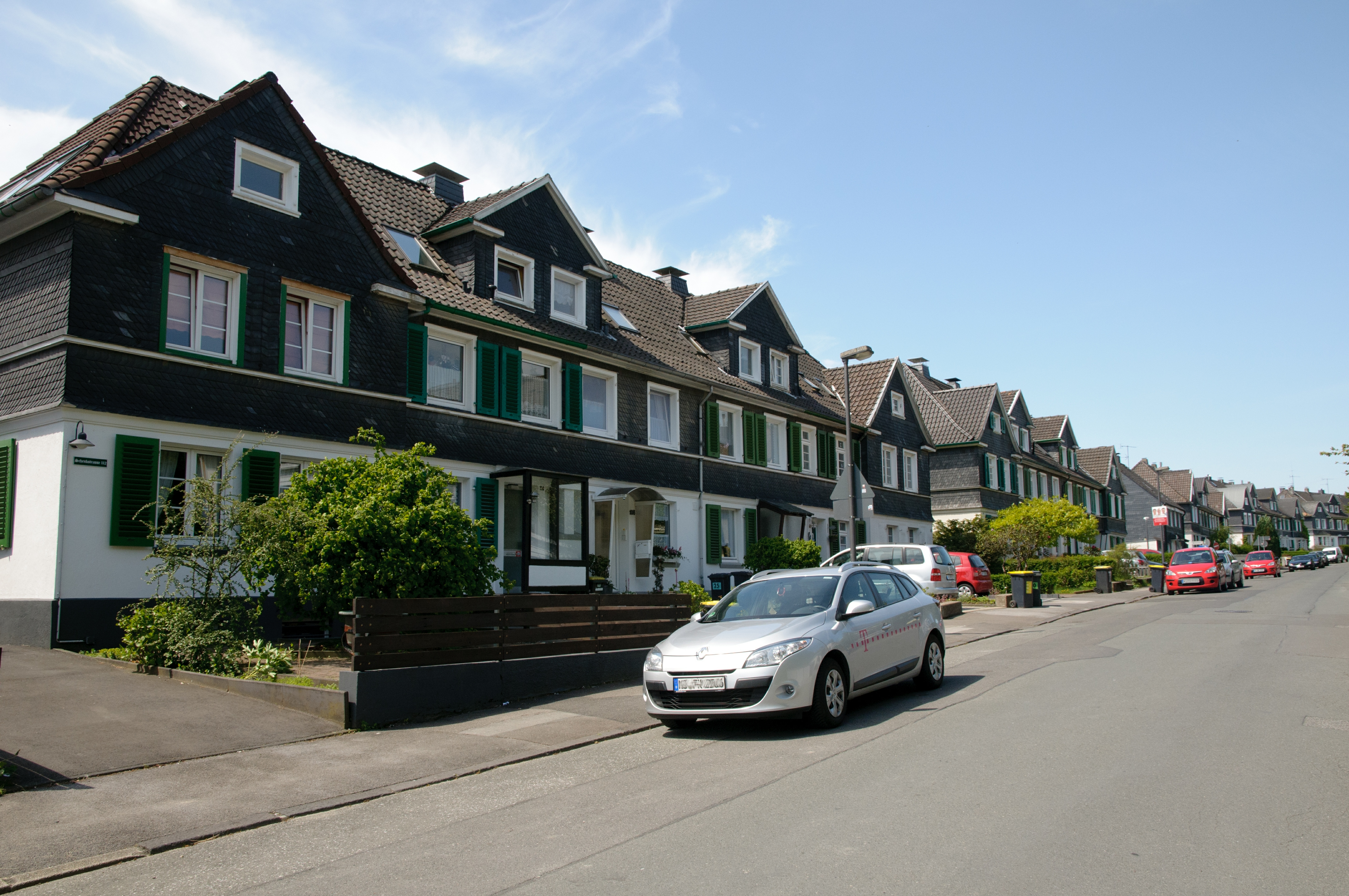
Siedlung Schenkstraße

Die Siedlung Schenkstraße ist eine Wohnsiedlung im Süden der bergischen Großstadt Wuppertal in Nordrhein-Westfalen.

## Lage
Die Siedlung befindet sich im Süden des Wuppertaler Stadt- und Ortsteil Ronsdorf nahe der Stadtgrenze zu der Nachbarstadt Remscheid im Wohnquartier Schenkstraße. Sie liegt auf einer Anhöhe über dem Ronsdorfer Stadtzentrum und dem Leyerbach auf einer Höhe von etwa 290 Metern über Normalnull.

## Geschichte
In den Jahren 1924/25 beschloss der Rat der damals noch selbständigen Stadt Ronsdorf den Bau einer Siedlung, dessen Einwohner auch öffentliche Darlehen in Anspruch nehmen konnten. So kaufte die Stadt danach Grundstücke an der damaligen Luisenstraße (heute Schenkstraße), ließ die Siedlungshäuser errichten und verkaufte diese danach überwiegend an Privateigentümer weiter.
Die Häuser waren vornehmlich für mittelständische Familien vorgesehen, wogegen die unterhalb dieser Gebäudezeile gelegenen Mehrfamilienhäuser, im Volksmund Mau-Mau-Siedlung genannt, deutlich einfacher gebaut waren und für die Arbeiterschaft bestimmt waren.

## Beschreibung

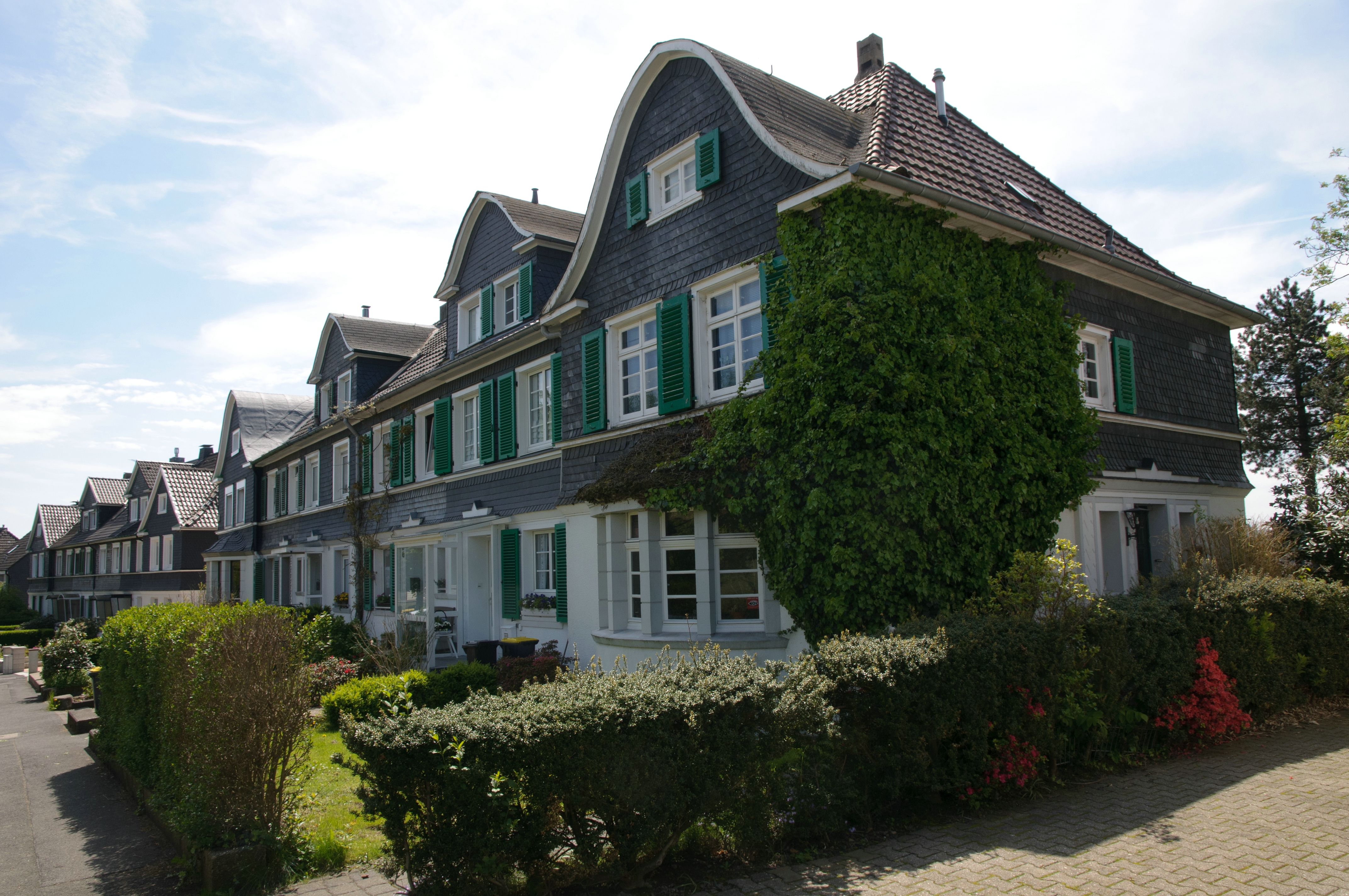
Siedlung Schenkstraße

Die einzelnen Siedlungshäuser bestehen aus fünf Zeilen mit jeweils sechs aneinander gebauten Einzelhäusern. Die Vorderfronten der Gebäude liegen in stadtauswärtiger Richtung auf der rechten Straßenseite und sind mit begrünten Vorgärten versehen. Die rückwärtigen Wohnbereiche und die sich anschließenden Terrassen und leicht hanglagigen Gärten sind nach Südwesten ausgerichtet. Auf der gegenüberliegenden kaum bebauten Seite der Schenkstraße befindet sich eine weitläufige Freiwiese mit einem Abenteuerspielplatz sowie den Gebäuden des Alten- und Pflegeheimes der Diakonie in Ronsdorf.
Die frühe Reihenhaussiedlung mit ihrer klassischen Form besteht aus jeweils in Blockform zusammenstehenden Reihenhäusern, die voll unterkellert und in Mauerbauweise errichtet wurden. Die Häuser sind zweieinhalbgeschossig ausgeführt (je zwei Vollgeschosse mit meist ausgebauten Dachgeschossen). Die Erdgeschosse sind einheitlich verputzt und weiß gestrichen, die ersten Etagen sowie die Dachbereiche sind im Bergischen Stil verschiefert und mit grün lackierten Schlagläden versehen.
Die Walmdächer sind traufständig ausgerichtet, besitzen aber je Baugruppe vier Dachhäuser bzw. -erker. Hierbei sind die älteren Gebäude mit Dreiecksgiebeln versehen, während die Wohnhäuser jüngeren Baudatums mit Zwerchgiebeln versehen sind und zur Straßenfront hin über einen bogenförmig gebauten Erker verfügen. Die Häuser befinden sich heute in Privateigentum.

## Infrastruktur
Der nächste Bahnhof ist der gut 1200 Meter entfernte Bahnhof Wuppertal-Ronsdorf an der Bahnstrecke Wuppertal-Oberbarmen–Opladen, auf der heute die S-Bahn-Linie S7 (Der Müngstener) werktags überwiegend im 20-Minuten-Takt, zu verkehrsschwachen Zeiten in den frühen Morgen- und Abendstunden sowie an den Wochenenden im 30-Minuten-Takt verkehrt und eine Verbindung zu den beiden Wuppertaler Stadtzentren und Innenstädten von Elberfeld und Barmen sowie nach Remscheid und Solingen herstellt.
Bushaltestellen der auch teilweise überörtlich verkehrenden Buslinien befinden sich in fußläufiger Nähe Am Stadtbahnhof, an der Lüttringhauser Straße, Am Kratzkopf sowie bei dem Diakoniezentrum Schenkstraße. Darüber hinaus verbindet stündlich ein Quartierbus (Linie 650) die Schenkstraße sowie die unmittelbar benachbart gelegenen Mau-Mau-Siedlung benannte Siedlung, die in den 1950er Jahren entstanden ist und später mit weiteren Wohngebäuden „verdichtet“ wurde, an das Ortszentrum von Ronsdorf an und stellt Umsteigegelegenheiten zu weiterführenden Busverbindungen her.
In der Siedlung bzw. ihrer unmittelbaren Nähe gibt es heute weder Einzelhandelsgeschäfte noch Gaststätten. Das Zentrum von Ronsdorf mit entsprechender Infrastruktur ist jedoch fußläufig in nur wenigen Minuten erreichbar.

## Denkmalschutz
Die einzelnen Wohngebäude Schenkstraße 50–84 und 90–112 (jeweils die geraden Hausnummern) stehen unter Denkmalschutz. Sie wurden am 18. September 1992, am 24./25. September 1992, am 20. Januar sowie am 3. Februar 1993 unter jeweils eigenen Denkmal-Nummern in die Liste der denkmalwürdigen und zu schützenden Gebäude in Wuppertal eingetragen. Nicht unter Denkmalschutz stehen lediglich die beiden Doppelhaushälften der Wohnhäuser Schenkstraße 86/88 und das Wohnhaus Schenkstr 114.
Die Siedlung selbst als Gesamtanlage wird zwar in der Denkmalliste der Stadt Wuppertal geführt, wurde aber bisher noch nicht als denkmalschutzwürdige Siedlung eingetragen. Die unter Denkmalschutz stehenden Gebäude erlangten diesen Status auf Grund ihrer Lage um eine städtebaulich und kulturhistorisch bedeutende Siedlung bzw. als ein bedeutendes städtebauliches Projekt ihrer Zeit.